# 베를린 슐첸도르프역
베를린 슐첸도르프역(Bahnhof Berlin-Schulzendorf, DB Station&Service: 슐첸도르프 바이 테겔(Schulzendorf (b Tegel)))은 베를린 라이니켄도르프구 하일리겐제에 있는 크레멘선의 철도역이다. 베를린 S반 S25 열차가 운행한다. 루피너 쇼세(Ruppiner Chaussee)와 비존베크(Bisonweg) 사이에 역사가 있으며, 아우토반 111호선의 슐첸도르퍼 슈트라세(Schulzendorfer Straße) 나들목에 인접해 있다.

## 역사
크레멘선 개통 당시인 1893년 10월 1일부터 영업을 시작했다. 헤니히스도르프와 하일리겐제 지역의 산업화로 1910년 10월 1일에 역 구내 선로가 복선화되었다. 개업 당시 역 이름은 하일리겐제슐첸도르프(Heiligensee-Schulzendorf)역이었으며, 하일리겐제역 개통 이후 슐첸도르프역으로 개명되었다. 1925년부터 슐첸도르프 바이 테겔(Schulzendorf (b Tegel))역으로 개명되었다. 전철화 및 노반 상승 작업이 완료된 1927년부터 출퇴근 시간에 10분 간격으로 열차가 운행하기 시작했다.
제2차 세계 대전 종전 이후 소련에 전쟁 배상으로 복선 선로가 징발되었다.
1984년 1월 9일까지는 열차가 20분 간격으로 운행했으며, 그 날부터 운행이 중단되었다. 열차 운행은 1998년 12월 15일부터 복구되었다. 2001년에는 남부 출입구와 엘리베이터가 영업을 시작했다.

## 인접 정차역
베를린 버스 124, N24번과 환승할 수 있다.
| 베를린 S반                     | 베를린 S반 | 베를린 S반            |
| ------------------------------ | ---------- | --------------------- |
| 하일리겐제 헤니히스도르프 방면 | S25        | 테겔 텔토 슈타트 방면 |

## 참고 문헌
- Peter Bley (2004). 《Die Kremmener Bahn》 (독일어). Berlin: Verlag Bernd Neddermeyer. ISBN 3-933254-52-3.